# セレブの誕生
『セレブの誕生』（朝鮮語: 부자의 탄생）は2010年3月1日から5月4日までKBSにて全20話で放送されたテレビドラマ。
日本では、フジテレビ韓流α枠にて、2010年12月10日から2010年12月24日まで毎週月曜から金曜14時07分 - 16時53分（2010年12月10日と12月13日は15時57分 - 16時53分、12月14日以降は1日2話ずつの放送）に放送された。
ハングル表記では『부자의 탄생』、漢字表記では『富翁的誕生』、日本語表記では『セレブの誕生』、『富豪の誕生』、『金持ちの誕生』と訳されている。フジテレビの韓流α枠では、『セレブの誕生』と訳されている。

## キャスト
- チェ・ソクボン - チ・ヒョヌ（声：岸尾だいすけ）
- イ・シンミ - イ・ボヨン（声：岡寛恵）
- プ・テヒ - イ・シヨン（声：石田嘉代）
- チュ・ウンソク - ナムグン・ミン（声：前野智昭）
- イ・ジュンホン - ユン・ジュサン
- ユン秘書 - チョン・ジュウン

## スタッフ
- 演出 - イ・ジンソ
- シナリオ - チェ・ミンギ
- 製作者 - クリエイティブグループ　ダダ

## 各話・放送日・サブタイトル

### 日本
| 各話   | 放送日         | サブタイトル                         |
| ------ | -------------- | ------------------------------------ |
| 第01話 | 2010年12月10日 | 父の電話番号発見?!                   |
| 第02話 | 2010年12月13日 | 僕に1億ウォンをください!             |
| 第03話 | 2010年12月14日 | ファッションバトル                   |
| 第04話 | 2010年12月14日 | 映像流出を阻止せよ!                  |
| 第05話 | 2010年12月15日 | DNA鑑定                              |
| 第06話 | 2010年12月15日 | 父、見つかる?!                       |
| 第07話 | 2010年12月16日 | 民宿で一泊                           |
| 第08話 | 2010年12月16日 | テヒとソクボンが異母姉弟?!           |
| 第09話 | 2010年12月17日 | オソン生命に加入させよ!              |
| 第10話 | 2010年12月17日 | ソクボン、オソングループの社員になる |
| 第11話 | 2010年12月20日 | ペンダントの持ち主は誰?!             |
| 第12話 | 2010年12月20日 | ソクボン、疑われる。                 |
| 第13話 | 2010年12月21日 | 疑いが晴れる!                        |
| 第14話 | 2010年12月21日 | 告白!                                |
| 第15話 | 2010年12月22日 | 捜し求めていた父は…                  |
| 第16話 | 2010年12月22日 | テヒ、秘密を守れるか?!               |
| 第17話 | 2010年12月23日 | 初キス                               |
| 第18話 | 2010年12月23日 | 黒幕は…                              |
| 第19話 | 2010年12月24日 | ウンソク親子、動き出す。             |
| 第20話 | 2010年12月24日 | 明かされる真実                       |